# Zooloretto
Zooloretto est un jeu de société créé par Michael Schacht en 2007 et édité par Abacus.
Pour 2 à 5 joueurs, de 8 à 99 ans pour environ 45 minutes.

## Règle du jeu

### But du jeu
Chaque joueur est le propriétaire d'un zoo, qu'il cherche à embellir pour attirer le plus grand nombre de visiteurs. Pour cela, il doit acquérir des animaux, mais également des boutiques, des enclos supplémentaires...

### Matériel
- 88 tuiles animaux (11 de chaque espèce)
- 16 tuiles bébé (2 de chaque espèce)
- 12 boutiques (3 de chaque type)
- 12 tuiles pièces de monnaie
- 5 zoo
- 5 enclos d'extension
- 5 camions
- 30 pièces de monnaie
- 1 règle

### Déroulement
Le jeu se déroule en manches. Lorsque c'est son tour de jouer, le joueur a le choix entre :
1. Piocher une tuile et la poser sur un camion.
2. Prendre un camion et passer jusqu'à la fin de la manche.
3. Faire une opération commerciale.

La manche se termine lorsque tous les joueurs ont pris un camion.

### Fin de partie et vainqueur
La partie se termine lorsqu'un joueur a remplis tous ses enclos, ou lorsque la pile indiquant la dernière manche est utilisée. Chaque joueur compte les points bonus et malus qu'il a obtenus. Le joueur qui a le plus grand score gagne la partie.

## Extensions
- Aquaretto (peut également se jouer seul)
- Zooloretto XXL
- Zooloretto Exotic extension
- Zooloretto Boss
- Zooloretto Mini (peut également se jouer seul)
- Zooloretto Goodie-box (regroupe des extensions publiées sur le site de l'auteur)

## Récompenses
- Spiel des Jahres  2007
- Japan Boardgame Prize meilleur jeu étranger pour débutants 2007

- Jeu familial de l'année aux Dice Tower Gaming Awards 2007[1]
- Jeu familial de l'année aux Golden Geek Awards 2007[1]

## Jeu vidéo
Zooloretto a été adapté en jeu vidéo sur Windows par Playlogic et iOS par Chillingo. La version pour les PC a été introduite le 26 juin 2011, pendant que la version iOS est parue le 15 juin 2009.  Sur la plateforme Steam, le jeu est disponible dès le 1er novembre 2011.